# الحدود الأذربيجانية الأرمينية

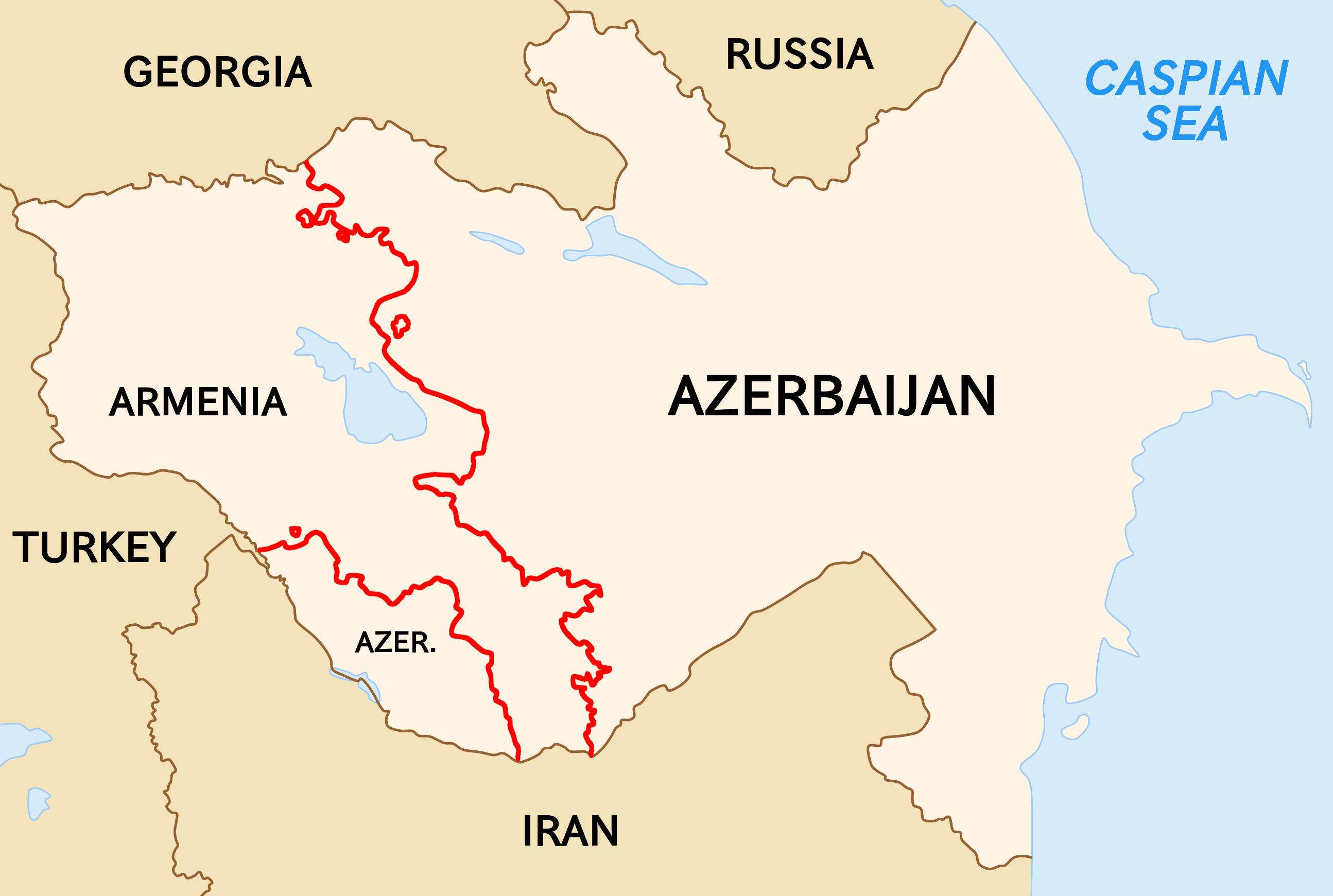
حدود أرمينيا وأذربيجان باللون الأحمر

الحدود الأذربيجانية الأرمينية (بالأذرية:  Azərbaycan–Ermənistan sərhədi) و(بالأرمنية:  Ադրբեջան–Հայաստան սահման)‏ هي الحدود الدولية بين أرمينيا وأذربيجان. تختلف تقديرات طول الحدود من 996 كيلومتر (619 ميل) إلى 1,007.1 كيلومتر (625.8 ميل).